# William John Hamilton
William John Hamilton (* 5. Juli 1805 in Wishaw, Lanarkshire, Schottland; † 27. Juni 1867) war ein britischer Geologe.

## Leben und Wirken
Er war Sohn des schottischen Altertumswissenschaftlers und Diplomaten William Richard Hamilton (1777–1859), der der Autor von Aegyptiaca oder Beschreibung des Zustandes des alten und neuen Aegypten : nach eigenen, in den Jahren 1801 und 1802 angestellten Beobachtungen war.
William John Hamilton besuchte die Charterhouse School und studierte in Göttingen. 1831 wurde er Fellow der Geological Society of London.
1835 unternahm er mit Hugh Edwin Strickland eine geologische Reise durch die Levante und anschließend alleine durch Armenien und Kleinasien.
Er war der Erste, der den Berg Erciyes Dağı in Kayseri (Türkei) bestiegen hat.
Von 1854 bis 1866 war er Präsident der Geological Society of London.
1853 wurde Hamilton zum Ehrenmitglied des Nassauischen Vereins für Naturkunde ernannt.

## Werke
- Researches in Asia Minor, Pontus, and Armenia (1842).